# Slash’EM
Slash’EM (англ. Super Lotsa Added Stuff Hack - Extended Magic) является вариантом компьютерной rogue-подобной игры NetHack, в которую включены дополнительные функции, монстры и предметы. Некоторые из её новых функций, таких как класс Monk, «conducts» (добровольные проблемы), а также Sokoban-уровни, были преобразованы из NetHack.

## Особенности
Главное подземелье Slash’EM гораздо больше, чем в NetHack. Оно включает специальные уровни, такие как Sunless Sea, где лежит волшебная лампа, и Гильдию Недовольных Авантюристов, населенную «игроками-монстрами» (археологи, варвары и т. п.).
По сравнению с NetHack, Геенна включает в себя меньше уровней, хотя и содержит специальные параметры для каждого лорда демонов и принца, в том числе тех, кто только является по вызову в NetHack. Эти изменения служат для того, чтобы не было скучно игроку, уставшему от экскурсии по похожим уровням лабиринта.

## История создания
Разработка Slash’EM началась в 1997 году Уорреном Чангом (Warren Cheung), основываясь на варианте NetHack, Slash.